# Flugtbilist
Flugtbilist er en kortfilm fra 1998 instrueret af Jonas Wentzel.

## Handling
Tobias er på udflugt med sin gravide kæreste. Hun glæder sig, men han virker lidt anspændt. De standser ved en øde tankstation, hvor Tobias fylder bilen op. Der er noget uhyggeligt ved stedet. Tobias kører derfra i en fart, mere urolig end før.